# Axsjön (Kållerstads socken, Småland)
Axsjön är en sjö i Gislaveds kommun och Hylte kommun i Småland och ingår i Nissans huvudavrinningsområde. Sjön har en area på 0,07 kvadratkilometer och ligger 172,2 meter över havet.

## Delavrinningsområde
Axsjön ingår i det delavrinningsområde (632872-136074) som SMHI kallar för Utloppet av Jällunden. Avrinningsområdets medelhöjd är 167 meter över havet och ytan är 56,65 kvadratkilometer. Räknas de 2 delavrinningsområdena uppströms in blir den ackumulerade arean 69,24 kvadratkilometer. Färgån (Gussboån) som avvattnar avrinningsområdet har biflödesordning 2, vilket innebär att vattnet flödar genom totalt 2 vattendrag innan det når havet efter 78 kilometer. Delavrinningsområdet består mestadels av skog (67 procent). Avrinningsområdet har 9,61 kvadratkilometer vattenytor vilket ger det en sjöprocent på 16,9 procent.